# Novorosijsk
Novorossiysk (ruski: Новоросси́йск; čerkeski: Цӏэмэз, Ts'emez) je grad u južnoj Rusiji, glavna ruska luka na Crnom moru, u Krasnodarskom kraju. Grad je jedan od malo gradova koji nose sovjetski naslov Grad Heroj. Stanovništvo: 281,400 (procjena 2005.); 232,079 (popis iz 2002.)

## Povijest
U antici, obale zaljeva Tsemess bili su mjesto Bate, antičkogrčke kolonije koja se specijalizirala u trgovini žitom. Spominje se u djelima Strabona i Ptolomeja. Đenoveški trgovci iz obitelji Ghisolfi imali su ondje trgovačko mjesto tijekom srednjeg vijeka. Arheološka istraživanja područja su tek u začetku, a pronađene su neke zanimljive stvari.  Arhivirana inačica izvorne stranice od 25. svibnja 2007. (Wayback Machine)
Od 1722. godine zaljevom je vladala otomanska utvrda Sujuk-Qale ili Soğucak. Nakon što je obala potpala pod Rusiju godine 1829. kao posljedica rusko-turskog rata, admiral Mihail Lazarev i Nikolaj Rajevski osnovali su istočnu bazu za Crnomorsku flotu na obali 1838. Nazvana po pokrajini Novorossiyji, luka je oblikovala vitalnu vezu u lancu utvrda poznatom kao crnomorska obalna linija, koja se protezala južno do Sočija.
Tijekom mira u 19. stoljeću, Novorossiysk se ubrzano razvijao i postao 1896. glavni grad Crnomorske gubernije, najmanje u Ruskom Carstvu. Od 26. kolovoza 1918. do 27. ožujka 1920. Novorossiysk je bio glavno središte Denikinove Bijele armije i kratkotrajne Republike Novorossiya. Mnogi bjelogardijci pobjegli su iz Novorossiyska u Konstantinopol.
Godine 1942. grad je okupirao Wehrmacht, ali je maleni odred sovjetskih mornara branio jedan dio grada poznat kao Malaja Zemlja tijekom 225 dana sve dok grad nije oslobodila Crvena armija 16. rujna 1943. Herojska obrana luke sovjetskih mornara omogućila je zadržavanje u posjedu gradskog zaljeva što je spriječilo Nijemce na uporabu luke za opskrbu brodovlja. Novorossiysk je nagrađen naslovom Grada Heroja 1973. godine.
Godine 2003. predsjednik Putin potpisao je predsjedničku odredbu osnivajući mornaričku bazu za Crnomorsku flotu u Novorossiisku. Rusija je uložila 12.3 milijardi rubalja (oko $480 milijuna) u izgradnju nove baze između 2007. i 2012. Izgradnja ostalih postrojenja i infrastrukture u bazi, uključujući jedinice obalnih trupa, zrakoplovstva i logistike, nastavit će se nakon 2012. godine.

## Gospodarstvo
Grad se prostire duž obale zaljeva Tsemess, koji je prepoznat od antike kao jedan od nadmoćnijih zaljeva Crnog mora.
Komercijalna luka Novorossiysk s tržišnom kapitalizacijom od 1,110,000,000 $ služi ruskoj pomorskoj trgovini s regijama Azije, Bliskog istoka, Afrike, Mediterana i Južne Amerike. Najprometnija je naftna luka na Crnom moru i završetak cjevovoda iz polja Tengiz, koje je razvio Kaspijski cjevovodni konzorcij.
Novorossiysk je također industrijski grad ovisan o čeliku, prehrambenoj industriji, te proizvodnji metalnih dobara i ostalih manufaktura. Veliki vapnenački kamenolomi opskrbljuju važne tvornice cementa unutar i oko grada. Grad je dom Pomorske državne akademije  Arhivirana inačica izvorne stranice od 20. siječnja 2021. (Wayback Machine) i Politehničkog instituta Novorossiysk  Arhivirana inačica izvorne stranice od 9. ožujka 2008. (Wayback Machine).
Novorossiysk je povezan željeznicom i autocestama s glavnim industrijskim i populacijskim centrima Rusije, Transkavkazije i Srednje Azije. Javni prijevoz unutar gradskih granica sastoji se od gradskih autobusa, trolejbusa i maršrutke.

## Okolica
Novorossiysk nije odmarališni grad, ali Anapa na sjeveru i Gelendzhik na jugu jesu. Postoji nekoliko urbanih naselja pod jurisdikcijom Novorossiyska. Najpoznatiji je Abrau-Dyurso, koji se sastoji od gradića na obali jezera Abrau i sela na obali Crnog mora, povezanih vijugavom planinskom cestom.
Myskhako, gradić s 5,700 stanovnika, smješten je na istočnim padinama brda Koldun (447 metara). Povezan je s morskom operacijom iz Drugog svjetskog rata u kojoj je bio uključen Leonid Brežnjev. Moderno naselje je poznato po svojim luksuznim vilama i vinarskim postrojenjima.
Područje Novorossiyska je jedna od glavnih ruskih vinorodnih regija. Vinarije u Abrau-Dyursu, koje je osnovao car Aleksandar III. 1870., proizvode stolna i pjenušava vina za domaću potrošnju.

## Zgrade i strukture
- Novorossiysk TV Tower

## Gradovi pobratimi
Novorossiysk ima nekoliko gradova pobratima
- Plymouth (UK) (od 1956.)
- Livorno (Italija) (od 1967.)
- Valparaiso (Čile) (od 1968.)
- Gijón (Španjolska) (od 1986.)
- Gainesville, Florida (SAD) (od 1988.)
- Varna (Bugarska) (od 1999.)
- Pula (Hrvatska) (od 1999.)
- Constanta, (Rumunjska) (od 2002.)
- Samsun (Turska) (od 2007.)
- Tomsk (Rusija) (od 2008.)
- Gavar (Armenija) (od 2009.)
- Novo Mesto (Slovenija) (od 2010.)

## Vanjske poveznice
- Municipalna stranica  Arhivirana inačica izvorne stranice od 9. veljače 2005. (Wayback Machine) (rus.)
- Informacijski portala grada (rus.)
- Naš Novorossiysk  Arhivirana inačica izvorne stranice od 10. listopada 2022. (Wayback Machine) (rus.)